# Джо Беннетт
Джо Беннетт (англ. Joe Bennett; нар. 28 березня 1990, Рочдейл) — англійський футболіст, захисник клубу «Астон Вілла».

## Клубна кар'єра
Народився 28 березня 1990 року в місті Рочдейл, але коли йому було 10 років, його сім'я переїхала на північний схід Англії, в містечко Норталлертон. Займатися футболом Беннетт розпочав у місцевій команді, а незабаром потрапив у молодіжну академію «Мідлсбро». У 15 років Беннетт міг опинитися в «Ньюкасл Юнайтед», але перегляд пройшов невдало, і він повернувся в «Боро».
Влітку 2008 року Джо підписав з «Мідлсбро» перший професійний контракт і пройшов разом з головною командою передсезонну підготовку. 24 травня 2009 року захисник дебютував у складі «Мідлсбро», вийшовши на заміну в матчі останнього туру Прем'єр-Ліги проти «Вест Гем Юнайтед» (1:2). За підсумками того сезону його клуб вилетів з вищого дивізіону, проте Беннетт в серпні підписав новий трирічний контракт і з наступного сезону став частіше залучатись до матчів команди, а з сезону 2010/11 став основним гравцем, але так і не зміг повернути червоних до Прем'єр-ліги.
29 серпня 2012 року Беннетт перейшов в клуб Прем'єр-Ліги «Астон Вілла», підписавши з бірмінгемцями чотирирічний контракт. Сума угоди склала близько 3 млн фунтів. 22 вересня у грі проти «Саутгемптона» відбувся дебют захисника у складі нової команди. Сезон 2012/13 Беннетт проводив як гравець основного складу, зігравши в 25 матчах Прем'єр-ліги. У наступному сезоні Беннетт поступився місцем в стартовому складі іспанцеві Антоніо Луні, крім того, травми знов надовго вивели його з ладу, через що Джо зіграв лише в п'яти матчах чемпіонату.
У серпні 2014 року Беннетт був відданий в річну оренду клубу «Брайтон енд Хоув Альбіон», що виступав у Чемпіоншипі, а наступний сезон 2015/16 провів в орендах у клубах «Борнмут» та «Шеффілд Венсдей», але на поле також виходив вкрай рідко.

## Виступи за збірні
2009 року дебютував у складі юнацької збірної Англії, разом з якою став фіналістом юнацького (U-19) чемпіонату Європи 2009 року. Всього взяв участь у 5 іграх на юнацькому рівні.
Протягом 2009—2011 років залучався до складу молодіжної збірної Англії. На молодіжному рівні зіграв в чотирьох офіційних матчах.